# Bengt Åberg (arkitekt)
Bengt Åberg, född 16 november 1925 i Stockholm, död där 20 maj 2019, var en svensk arkitekt.
Åberg, som var son till avdelningschef Oscar Åberg och Sigrid Åberg, avlade studentexamen 1944 och utexaminerades från Kungliga Tekniska högskolan 1949. Han anställdes på tidskriften Byggmästarens förlag 1949 och var chef för arkitektkontoret på Åhlén & Holm AB från 1950.